# اهتزازات بداية النوم
اهتزازات بداية النوم أو النفضة النومية (بالإنجليزية: Hypnic jerk)‏ هي انتفاضة لا إرادية تحدث أثناء الغفوة أو الحالة التي تسبق النوم، تماما كأن يكون الإنسان على وشك أن يغفو، وغالباً تتسبب في الاستيقاظ المفاجئ. فيزيائيا، اهتزازات النوم تشبه «القفزة» التي يختبرها الشخص عندما يفاجأ، وغالبا ما يرافقها شعور بالسقوط. وقد ذُكر أنها تحدث بشكل عالي لدى الأشخاص الذين يعانون من عدم انتظام مواعيد النوم.

## الأسباب
وفقا للأكاديمية الأميركية لطب النوم فإن هناك مجموعة كبيرة من الأسباب المحتملة، بما في ذلك: القلق، والكافيين، والإجهاد، والأنشطة المرهقة في المساء. هذا الإحساس الغريب وهو السقوط وشد العضلات يعرف بالنفضة التنويمية أو «النفضة النومية». إن ما يقرب من 70 بالمائة من جميع الناس تحدث لهم هذه الظاهرة مباشرة بعد النوم، وذلك وفقا لدراسة حديثة في مايو كلينيك.
يتفق معظم الخبراء على أن هذا الأمر هو جزء طبيعي من عملية النوم، يشبه إلى حد كبير بطئ التنفس وانخفاض نبضات القلب أثناء النوم. هذه الظاهرة معروفة وموثقة بشكل جيد. ومع ذلك، لا يزال الخبراء غير متأكدين تماما لماذا يفعل الجسم ذلك. تتفق آراء الباحثين على أن السبب هو أن العضلات تبدأ في الاسترخاء والانتقال إلى حالة مريحة مما يعني الدخول في النوم، فيدرك الدماغ إشارات الاسترخاء ويسيء تفسيرها على أنها مؤشرات سقوط. فيبدأ الدماغ بإرسال إشارات إلى عضلات الساق والذراع في محاولة لاستعادة التوازن. هذا التفسير الخاطئ الذي يحدث في الدماغ قد يكون مسئولاً أيضا عن أحلام «السقوط» والتي يرافقها الإحساس بالسقوط. هذه «الأحلام» ليست أحلام طبيعية تماما، كما أنها لا تنتج من مرحلة حركة العين السريعة للنوم REM sleep، بل هي بالأحرى تشبه أحلام اليقظة أو الهلوسة وذلك رداً على أحاسيس الجسم.
وبما أن هذه الظاهرة تحدث لمعظم الناس، فقد بدأت الدراسات في الآونة الأخيرة بربط بعض حالات «النفضات النومية» بالنوم في حالة قلق، وتعب، وعدم راحة. الأشخاص الذين يواجهون مشاكل في النوم، أولا يمكنهم الحصول على الراحة في سرير ما يواجهون هذا الإحساس في أغلب الأحيان طوال الليل. وتعتبر هذه الحالة أكثر شيوعاً لدى الأشخاص الذين يحاولون محاربة النوم أو حرموا أنفسهم من النوم لأكثر من 24 ساعة.
يعتقد الباحثون أن قلة النوم أو النوم بقلق أو الحرمان من النوم يربك العضلات والدماغ. فالعضلات تحاول باستمرار الاسترخاء والتوقف للراحة، في حين أن الدماغ يبقى مستيقظاً مرسلاً باستمرار «تفسيرات خاطئة» للسقوط أو فقدان التوازن.
يواصل العلماء والباحثون دراسة انتفاضة النوم أو اهتزاز النوم بإمكانيات بسيطة، ولكنهم يصرحون بأن هذا الإحساس هو أمر طبيعي تماماً بالنسبة لأجسامنا وله أهمية طبية إلى حد ما. حيث تمر أجسامنا بالعديد من عمليات التوقف والتحضير لفترة طويلة من الراحة. وتعد «النفضة النومية» هي فقط إحداها. ولا يظهر أنها تسبب ضرراً على الجسم، ولا تشكل أي خطر على سلامته.
النفضات النومية يمكن أن تحدث لأي شخص. هذه النفضات أو اهتزازات بداية النوم تحدث عادة في بداية النوم بدلا من نهايته. ومن خلال دراسة للصرع والعناية المركزة، فإن عدم وجود زيادة تفريغ سابق قياساً على وحدة مراقبة الصرع، بجانب وجودها فقط مع بدايات النوم، قد ساعد على التفريق بين النفضات النومية وبين نوبات الصرع العضلية.
ووفقاً لدراسة أخرى عن اضطرابات النوم، فإن النفضات النومية تحدث خلال مرحلة حركة العين غير السريعة، وتعتبر فعل عضلي وحركة التواء مفاجئة، معممة أو جزئية وغير متماثلة، مما قد يسبب الاستيقاظ، مع وهم السقوط. وتعتبر النفضات النومية أكثر شيوعا في مرحلة الطفولة وتصبح بمعدل 4-7 مرات في الساعة في سن يتراوح بين 8-12 سنة، وتقل بنحو 1-2 مرة في الساعة في سن 65 إلى 80 سنة.

## دورة متكررة
وفقاً لماريان ميدليتون وهي طبيبة منسقة في مركز اضطرابات النوم بمستشفى لورانس ميموريآل، فإن حدوث النفضات النومية يمكن أن يصبح دوريا ومتكرر. يحدث هذا التكرار لأنه: «إذا فقدت النوم بسبب استمرار استيقاظك منتفضاً، فإنك ستصبح مرهق ويمكن أن يتطور إلى تخوف أو قلق من النوم. وكلما كنت أكثر قلقاً وتعباً، كلما زادت احتمالية استيقاظك منتفضاً. وكلما زاد استيقاظك منتفضاً كلما زاد فقدانك للنوم.»